# Llipa
Llipa es la capital del Distrito del mismo nombre en la Provincia de Ocros, en la Región Ancash, Perú. limita al norte con el distrito de Cajamarquilla; por el sur con el distrito de San Cristóbal de Raján, por el este con el distrito de Mangas de la Provincia de Bolognesi, y por el oeste con el distrito de Ocros. El distrito fue creado bajo la administración de la Provincia de Bolognesi el 15 de noviembre de 1957 mediante la Ley N° 12856 durante el gobierno del presidente de la República del Perú Manuel Prado Ugarteche.

## HISTORIA
Llipa es la continuidad histórica del asentamiento humano de Corpas, cuyas ruinas se encuentran ubicadas a 3,650 m s. n. m. frente a la Mina Llipa.
En la zona urbana de Cajamarquilla, en el barrio Cruz Jirca, habitaban los Corpasinos.
Para irrigar sus tierras de Ratahuanca y Llipapampa, los Corpasinos construyeron el estanque en el lugar denominado Michca y cerca de ello edificaron sus casas, llamándose Barrio Cochamarca. Posteriormente surgieron otros barrios como Chokchi y Llipahuay.
En 1907 formó parte del Distrito de Cajamarquilla con sus tierras demarcadas desde sus antepasados.
En el año 1954 el pueblo de Llipa fue anexado al Nuevo Distrito de San Cristóbal de Raján, sin consultar a sus habitantes.
El año 1956 se empiezan a hacer las gestiones para la creación de su distrito por la visión de futuro de sus gestores: Godofredo Vidal Mariano, Justo Balabarca Fabián, Justo Mariano Balabarca, Hermilio Rivera Leonardo y los Diputados por Ancash, Guillermo Bracale Ramos y Teófilo López Vidal. En 1957, el 15 de noviembre se promulga la ley de Creación como Distrito.

### Creación política y demarcación territorial - Ley N.º 12856
El Presidente de la República. Por cuanto: el Congreso ha dado la ley siguiente: El Congreso de la República Peruana. Ha dado la ley siguiente:
Art. 1.º.- Créase el Distrito de Llipa, en la Provincia de Bolognesi, del Departamento de Ancash, cuya capital será el pueblo del mismo nombre.
Art. 2.º.- El Distrito que se crea por esta ley estará integrado por los anexos de Cunupata, Ninash, Mina Llipa y San Bartolomé de Conchoc.
Art. 3.º.- Los límites del nuevo Distrito serán los siguientes:
Por el Norte, una línea recta que partiendo del camino real a Chiquián pasa por Piedra Blanca, Falda Rasacancha, Punta del Estanque, Punta Minajirca, Punta Putacorral, Corral de Raura, Condorhuain, Lomada Ajupuquio, Quirca Cancha, Quenraracra, Camino a Raján, Repartición, Tranca Vieja Umpun, Esquina Purish, Esquina Pachas, Usucparia, hasta Tinco Arca en el río Negro o Pativilca.
Por el Este, el lindero sigue el río Negro o Pativilca, aguas abajo desde Tinco Arca hasta el lugar denominado Coje.
Por el Sur, el lindero continúa de Coje hacia occidente pasando por Cunca Chica, Pariajirca, Piedra Grande, Esquina Huacapampa, Panteón, Ceja Pitajay, Estanque Viejo, Toma Cruz, Piedra Calada, Punta Picancha, Corral San Juan Bautista, camino a Cajamarquilla, Mojón Pillpicalle, hasta Punta Pillpicalle.
Por el Oeste, el lindero prosigue por Punta Tacracocha, cumbres de Jaracocha, Punta Colorada y Huancaricán, tomando el camino real a Chiquián hasta llegar frente a Piedra Blanca, lugar donde comenzó esta delimitación.
Comuníquese al Poder Ejecutivo para su promulgación. Casa del Congreso, en Lima, a los 18 días del mes de octubre de 1957.
Enrique Torres Belón Presidente del Senado.- Carlos A. Ledgar, Presidente de la Cámara de Diputados.- Jorge Eugenio Castañeda, Senador Secretario.- Hernán Monsante Rubio, Diputado Secretario. Al Sr. Presidente constitucional de la República.
Por tanto: mando se publique y cumpla.
Dado en la casa de Gobierno, en Lima, a los 15 días del mes de noviembre de 1957. Manuel Prado.- Jorge Fernández Stoll.
- En 1970, 31 de mayo se produjo un terremoto y destruye viviendas, caminos y canales de riego.

- En junio de 1990 pasa a formar parte de la nueva provincia de Ocros.

En 1992 se hacen las gestiones para la reubicación de la población en el morro y alrededores de la pampa de Llipa, por el alcalde Emiliano Justino y otras autoridades.

## Geografía
Geografía de Llipa abarca las ecorregiones de serranía esteparia y de la Puna, en ambas hay diversidad de ecosistemas.
Sus cumbres elevadas de Cachir, Picancha, Putaca, Huancaricán y Llamoc están a más de 4000 m s. n. m. Sus lagunas alto andinas de Yanacocha y Tacracocha dan sus aguas al distrito de Ocros capital de Provincia. En la laguna de Querococha nace el río Chinchis, afluente del río Pativilca.
Según se va ascendiendo a las alturas se observa a larga distancia el Nevado Yerupajá en la Cordillera Huayhuash.
Ubicación.Llipa capital del Distrito, se encuentra ubicado aproximadamente a 2800 m s. n. m. en la margen izquierda aguas arriba del Río Pativilca, en la provincia de Ocros, parte sur de la Región Ancash.
- Coordenadas Geográficas: Antigua ubicación, Latitud Sur 10° 23´ 18´´ Longitud Oeste 77° 12´ 15´´.

Clima de Llipa es templado y frío de acuerdo a la altitud, la época de lluvias es de diciembre hasta abril.
Población de Llipa es menor a 1000 habitantes.

## Vías de comunicación
- Telecomunicaciones: Cuenta con los servicios de telefonía banda ancha satelital, Internet, televisión y emisora de radio municipal.
- Red Vial: Saliendo de Lima hacia el norte, en la Provincia de Barranca, ingresar por la margen izquierda del río Pativilca, puente Cahua, puente Rapay sobre el río del mismo nombre; punto de separación de la carretera hacia Cajatambo, para llegar a Llipa se cruza el puente Muri sobre el río Pativilca, y se asciende hasta 2800 m s. n. m. donde se ubica el pueblo de Llipa. Continuando hasta el pueblo de Raján a 3500 m s. n. m., Mina Llipa a 3600 m s. n. m. y Cajamarquilla a 3600 m s. n. m.

Sede de la Región Ancash Huaraz-conococha, desvío hacia la provincia de Ocros-pampa de puche 4100 m s. n. m. en la jurisdicción del distrito de Llipa-Mina Llipa-Raján-Llipa. Ruta alterna, Conococha-Ticlos-Corpanqui-Cajamarquilla-Mina Llipa-Raján-Llipa.

## Economía
Economía de Llipa, se distingue por la actividad agrícola, se cultivan melocotonero Prunus_ persica con fines comerciales; para el auto consumo: maíz, papa, trigo, frijol, pallar, haba, cebada, zapallo, calabaza, caihua, tomate, olluco, oca, mashua, yacón, palta, lúcumo, naranja, manzano, peral, granadilla, DURAZNO, tuna, chincho. También se dedican a la crianza de animales domésticos.

## Flora y fauna
La diferencia en altitud existente aproximado entre 1750 m s. n. m. y los 5000 m s. n. m. de su territorio, propician la creación de distintos ecosistemas, todos ellos relacionados con el medio montañoso. Las masas boscosas más extendidas son las formadas por el molle -schinus molle.
En las zonas donde el suelo es más escaso y las condiciones ecológicas hacen prácticamente imposibles el crecimiento arbóreo, aparece una cubierta vegetal de pequeños arbustos llamado carcarrillo. Mito, maguey, amancay, cacto. Donde hay presencia de agua crece el aliso, eucalipto, carrizo, nogal, quiebra ollas, muña, alfalfa y en las alturas quinuar, ychu, huamanripa, escorzonera, anís, felposos.
La permanente presencia de agua, tanto en los arroyos, río y lagunas permite la presencia de una interesante comunidad faunística, la que se distribuye según sus preferencias ecológicas, su grado de adaptación al medio montañoso tales como: La vicuña-Vicugna vicugna, taruca, guanaco, vizcacha, puma, añaz, zorro andino, gato montés, venado gris, comadreja, murciélago, cóndor, gallinazo, ganso andino, pájaro carpintero, perdiz serrana, tortolita peruana, loro, mirlo acuático, búho, paloma torcaz.

## Cultura
La cultura de Llipa se expresa a través de su música, sus fiestas costumbristas y gastronomía.

### Música
La afición por la música en Llipa viene desde tiempos muy antiguos, por comentarios de los abuelos hasta el bandolero Ancashino Luis Pardo Novoa bailó con la banda de Llipa, pero siempre pendiente de su caballo para emprender la fuga en caso de presencia de la guardia civil en la zona. Cabe resaltar la enseñanza de los profesores de música; Félix Morán, Teófilo Rojas y a su director de banda Dedicación Padilla, que ha tenido éxitos. En la actualidad existen 3 bandas:
- Banda Centro Musical Llipa.
- Gran Banda Show Filarmónica Llipa ¡La Primerísima!
- Banda Juventud Llipa.

La mayor parte de sus integrantes residen en la ciudad de Barranca-Lima

### Calendario festivo
- Febrero, fecha movible: Carnavales-Cortamonte.
- Abril 27, Santo Toribio de Mogrovejo. Danzantes los negritos o caporales.
- Julio 16, Fiesta Patronal, Virgen del Carmen; Protagonistas los capitanes y las pallas.
- Octubre 15, San Lucas. Danzantes los diablitos.
- Noviembre 15, Aniversario del Distrito.

### Gastronomía
- Cuy a la brasa. (Haka shankashqa)
- Lahuita. (Lawa)
- Picante de Cuy. ( Haka ruqru)
- Calabaza al horno. (Kalawasu kuway)
- Peján Caldo. (Piqan kashki)
- Humita. (Shatu)
- Patasca. ( Muti aytsaspa kashki)
- Picante de yuyo. ( Shitqa pichu)

## Pueblos hermanados
Los pueblos hermanados por sus costumbres, ayuda mutua en los trabajos que beneficien a la población, trueque de alimentos se practicaron desde tiempos antiguos entre los pueblos de: Llipa, Raján, Cajamarquilla, Llaclla, Mangas, Aco, Acas, Chilcas, Cajatambo, Cánis, Ticllos, Huanri, Ocros.